# Рахманов, Анушервон
Анушервон Рахманов (1995, Таджикистан — 3 апреля 2015, Москва, Россия) — российский серийный убийца и грабитель, совершивший серию убийств на территории Москвы в период с октября 2014 по 11 марта 2015 года. После ареста Анушервону Рахманову было предъявлено обвинение в совершении 7 убийств, но вскоре после ареста он совершил попытку самоубийства, находясь в СИЗО, от последствий которой умер на следующий день, 3 апреля 2015 года, в больнице. Дело Рахманова вызвало общественный резонанс в России, так как он действовал тем же образом, что и серийный убийца Владимир Ионесян по прозвищу «Мосгаз», орудовавший в Москве и Иванове с 1963 по 1964 год, благодаря чему Анушервон Рахманов известен под прозвищем «Мосгаз-2», однако доказательств тому факту, что Рахманов сознательно подражал Ионесяну, в ходе расследования преступлений найдено не было.

## Биография

### Детство и юность
Анушервон Рахманов родился в 1995 году на территории Таджикистана в многодетной семье. На рубеже 2000 года его семья покинула Таджикистан и переехала в Россию. Семья остановилась в Москве, где Анушервон провёл своё детство и юность. Отец Рахманова занимался индивидуальным предпринимательством, вследствие чего семья Рахманова не испытывала материальных трудностей, и он рос в социально благополучной обстановке. После окончания школы Рахманов поступил в один из московских техникумов, где изучал автомеханику. Однако после окончания техникума Рахманов отказался работать по специальности и устроился официантом в одно из престижных московских кафе, где получал неплохие чаевые от девушек, которых умел располагать к себе. По версии следствия, именно знакомство с представителями светской молодёжи, которые вели образ жизни, характерный для определённой части художественной интеллигенции, повлияло на психоэмоциональное состояние Рахманова. Согласно свидетельствам знакомых и родственников Анушеврона, работая в кафе, он начал тщательно ухаживать за своим внешним видом, предпочитал покупать одежду в элитных магазинах, мечтал всё свободное время проводить в элитных ночных клубах Москвы, знакомясь с девушками и другими представителями светской молодёжи, чья жизнь характеризуется роскошью и развлечениями определённого свойства. Однако Рахманов не имел возможностей и материальных средств для ведения такого образа жизни, вследствие чего вскоре начал увлекаться наркотическими веществами, приобрёл наркозависимость и впоследствии бросил работу. В середине 2014 года Рахманов стал испытывать материальные трудности, после чего, по версии следствия, решил совершить на территории Москвы серию ограблений и убийств.

### Убийства
Серия убийств произошла в период с октября 2014 по 11 марта 2015 года на территории Южного, Северного и Юго-Западного административных округов Москвы с применением холодного оружия. Все преступления, по версии следствия, Анушервон Рахманов совершил, находясь в состоянии наркотического опьянения. В совершении убийств он продемонстрировал выраженный ему образ действия. Жертвами Рахманова становились граждане, открывавшие дверь квартиры молодому человеку, представлявшемуся работником «Мосгаза». Под предлогом проверки труб он проходил в квартиру, затем наносил своим жертвам многочисленные ножевые ранения, после чего похищал деньги, ювелирные изделия и скрывался.
Первое убийство Рахманов совершил в октябре 2014 года на севере столицы. Его жертвой стала хозяйка квартиры, расположенной на улице Башиловской.
5 декабря на Нагатинской улице Рахманов совершил массовое убийство семьи из 4 человек. Проникнув в квартиру, Рахманов совершил нападение на 52-летнюю женщину Елену Зарубину, которая работала бухгалтером в Городской клинической больнице имени С. П. Боткина, в ходе которого зарезал её. После этого он сумел нанести несколько ножевых ранений её 28-летнему сыну Алексею, который также работал в больнице медбратом. После этого Рахманов зарезал 50-летнего мужа женщины Анатолия Зарубина и 76-летнюю пенсионерку, мать Елены, которая также проживала в этой квартире. Совершив убийство, Анушервон с целью уничтожения изобличающих его улик открыл в квартире газовые колонки, чтобы вызвать взрыв и пожар, но этого не произошло.
В феврале 2015 года жертвой Рахманова стала женщина, проживавшая на улице Академика Варги.
Последнее, по версии следствия, убийство Анушервон Рахманов совершил 11 марта 2015 года на Судостроительной улице, его жертвой стала 53-летняя пенсионерка. В этом случае Рахманов с целью уничтожения следов преступления устроил в квартире пожар. Однако эксперты установили, что причиной смерти женщины стало ножевое ранение в шею.
Одна из жертв Рахманова являлась родственницей Генерала армии Анатолия Квашнина.

### Арест, следствие и самоубийство
Выйти на след Рахманова удалось благодаря анализу записей подъездных камер видеонаблюдения и данным от сотовых операторов, в ходе изучения которых были выявлены номера телефонов абонентов, которые были зарегистрированы вблизи мест совершения преступлений. Анушервон Рахманов был задержан 13 марта 2015 года в номере гостиницы «Севастополь» на Большой Юшуньской улице. В ходе проведения обыска в гостиничном номере представителями правоохранительных органов был обнаружен нож, который был направлен на криминалистическую экспертизу. 14 марта Пресненский районный суд заключил под стражу Анушервона Рахманова. В ходе допросов он заявил, что на протяжении года употреблял курительную смесь «Спайс» и ряд других наркотических веществ, доза которых стоила больше 1000 рублей, вследствие чего он все преступления совершил из корыстных побуждений, так как испытывал материальные трудности. Анушервон Рахманов утверждал, что следствием наркотической зависимости стала антероградная амнезия, благодаря чему он не помнил события большей части своих преступлений, однако свою вину тем не менее полностью признал.
После ареста Анушервон Рахманов находился в следственном изоляторе № 1 «Матросская тишина». Рано утром 2 апреля 2015 года он совершил попытку самоубийства путём повешения. Сотрудники следственного изолятора сумели вытащить Рахманова из петли, после чего он в состоянии комы был доставлен в больницу, где из-за осложнений умер на следующий день — 3 апреля 2015 года.
Представитель столичного управления Следственного комитета России Юлия Иванова так прокомментировала инцидент:
По данному факту проводится доследственная проверка, выясняются все обстоятельства произошедшего. Арестанта обнаружили повешенным в своей камере СИЗО-1 в минувший четверг, 2 апреля. «В состоянии комы он был экстренно доставлен в одну из городских больниц, где в пятницу скончался.